# نادي الجواء
نادي الجواء السعودي هو أحد أندية الدرجة الثالثة بمنطقة القصيم في محافظة رياض الخبراء، بالسعودية، تأسس عام 1974. يضم النادي أربعة العاب هي كرة القدم، الكرة الطائرة، تنس الطاولة، الكاراتيه.

## الأنشطة الرياضية الأخرى
- الكرة الطائرة: الفريق الأول يلعب بدوري الدرجة الأولى ويضم لاعب المنتخب السعودى سابقا فيصل الحماد.[2]
- فريق الشباب ويلعب بالدوري الممتاز ويضم لاعب المنتخب السعودى موسى النفيسه.[2]
- فريق الناشئين ويلعب بالدوري الممتاز وسبق وحصل على المركز الثاني والمركز الثالث على مستوى المملكة.[2]
- تنس الطاولة: وحصل على المركز الثالث للناشئين على مستوى القصيم ويضم لاعب منتخب القصيم عبد العزيز الحربي.[3]